# Фырфыр

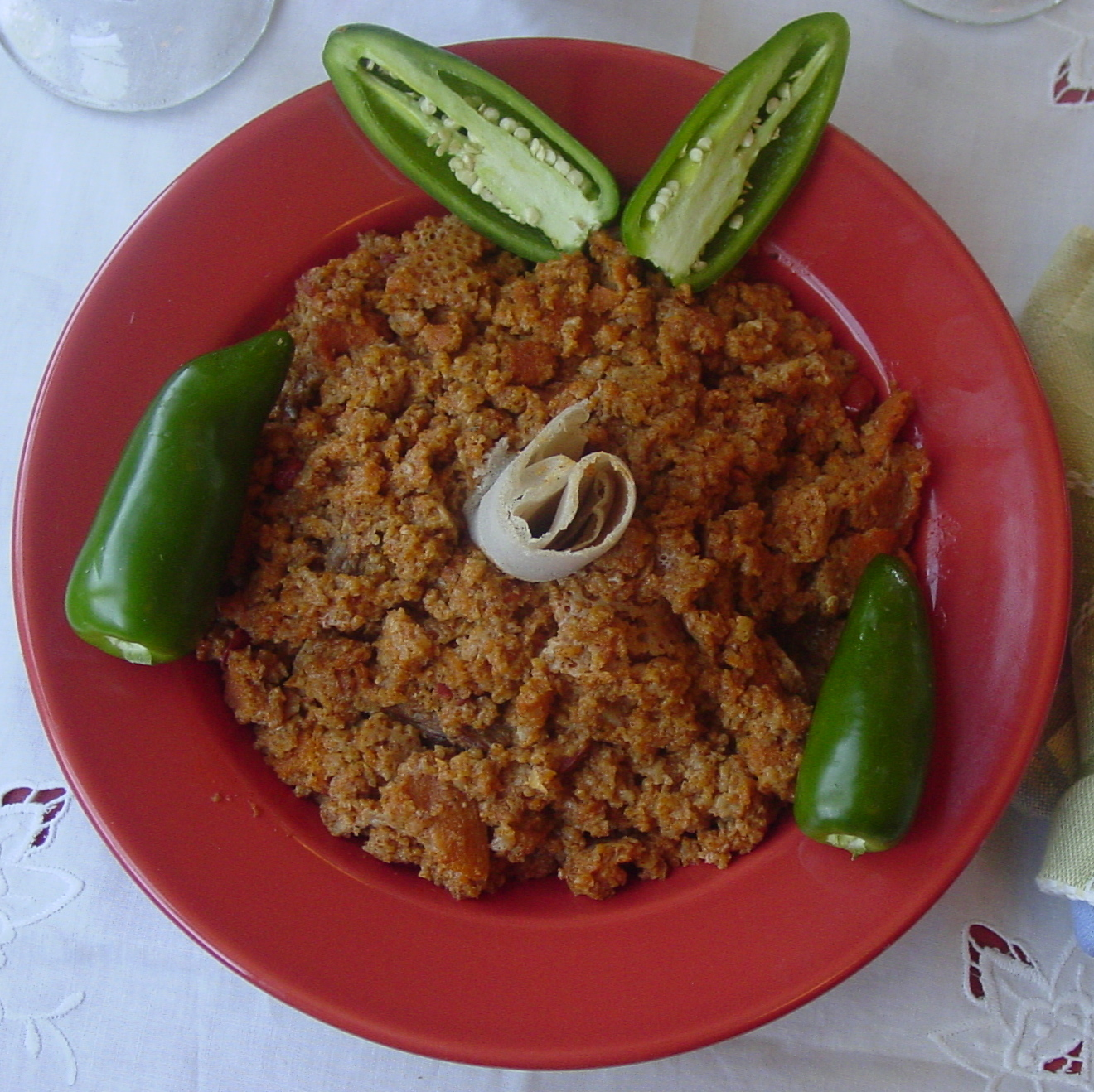
Фырфыр с перцами

Фырфыр (или фитфит) (амх. ፍርፍር фырфыр; оромо chechebsaa; тигринья ፍትፍት фитфит) — традиционное блюдо Эфиопии и Эритреи, подающееся на завтрак (но может подаваться и на другой приём пищи). Как правило, фырфыр готовят, используя топлёное масло с приправами (местное название — нитер киббе; могут также использоваться нетоплёные или растительные масла), смесь специй бербере и мясо или овощи. Существует два основных вида фырфыра: c ынджерой и с китчей.

## Фырфыр с ынджерой
Обязательные ингредиенты — ынджеры (лепёшки из кислой муки), бербере, лук и топлёное масло. Фырфыр из ынджеры едят ложкой (что нехарактерно для эфиопской и эритрейской кухни), либо при помощи куска другой ынджеры.

## Фырфыр с китчей
Состоит из измельчённых китчей (пресный хлеб), соуса бербере и топлёного масла; иногда добавляется йогурт. В отличие от большинства других эфиопских и эритрейских блюд, фырфыр с китчей едят ложкой.